# Bannister (rivier)
De Bannister is een rivier in de regio South West in West-Australië.

## Geschiedenis
Ten tijde van de Europese kolonisatie leefden de Wiilman Nyungah Aborigines in het gebied waardoor de Bannister stroomt.
De rivier werd in 1832 door landmeter-generaal John Septimus Roe vernoemd naar kapitein Thomas Bannister die de rivier in december 1830 had ontdekt.

## Geografie
De Bannister ontspringt ten oosten van het plaatsje North Bannister. De rivier kruist de Albany Highway en stroomt in totaal 50 kilometer in hoofdzakelijk zuidwestelijke richting. Ze mondt nabij Boddington in de rivier de Hotham uit.